# Osmia longula
Osmia longula är en biart som beskrevs av Cresson 1864. Osmia longula ingår i släktet murarbin, och familjen buksamlarbin. Inga underarter finns listade i Catalogue of Life.